# El heredero de Casa Pruna
El heredero de Casa Pruna es una película española dirigida por Segundo de Chomón, ambientada en Barcelona, que inaugura el género de las películas de persecuciones en España. El personaje principal es un heredero que anuncia que quiere casarse. Por este motivo todas las mujeres casaderas intentan pretenderle y le persiguen. La película pertenece al cine primitivo y se estrenó en 1904.

## Argumento
La trama gira en torno a la persecución que sufre un joven heredero de una masía catalana. El heredero, como no sabe escribir, le pide al escribano que haga un cartel en el que se expone que busca esposa, y que le pueden encontrar en la masía de Chicha-chic. El protagonista está caracterizado de una forma grotesca a través del maquillaje, y se considera que tiene una actitud infantil. Ello es observable en el plano medio en el que se le ve colocándose la rama del laurel, también perteneciente a la categoría de plano emblemático. Posteriormente, atraídas las mujeres por el anuncio, un numeroso grupo de ellas acude en su búsqueda. Es en las primeras secuencias en las que aparecen mujeres viendo el cartel cuando parece que en ese pueblo sólo haya mujeres. Una vez el heredero se encuentra esperándolas en su masía, se ve rodeado por decenas de ellas, impacientes por casarse con él y ascender así de clase social. Por este motivo huye y todas sus pretendientas salen corriendo detrás de él, iniciándose así la persecución, que supone el primer punto de giro del relato, a lo que le siguen dos peripecias, que son las siguientes: el choque con el cartero al que le roba la bicicleta y cuando el cartero recupera su bicicleta, además de la caída de una de las pretendientas, que ha chocado con una cesta. No se conservan los últimos segundos del film, y por tanto no se sabe el final, aunque se puede intuir. 
El argumento está basado en la película norteamericana Personal (Wallace McCutcheon, 1904), de la productora Biograph, del que luego se harían varias versiones, como, How a French Nobleman Got a Wife through the New York Herald ‘Personal’ Column Edwin S. Porter o Meet me at the fountain (Lubin).

## Datos de interés
En cuanto a las características técnicas del film, es bien observable que podemos encontrar planos fijos, puesto que en aquel momento no se disponía de la tecnología ni la experiencia para poder realizar movimientos de cámara. Esos mismos planos son siempre frontales, alcanzando incluso la simetría. Al ser esta una película del cine primitivo, el raccord todavía no funciona, pero Chomón la dota de continuidad y por ello es un referente del cine de la época. La clave cómica de la película reside en que las mujeres tienen dificultad para correr debido a la vestimenta que llevan (corsés, enaguas, medias, tacones...), además de hacerlo campo a través y sorteando los obstáculos del camino. Además, las mujeres se ayudaban en lugar de deshacerse de la competencia. Se considera que esta obra pertenece al género de la comedia cinematográfica, además de ser una película de persecución típica de la época. Otro de los elementos cómicos aparecen en cuanto al heredero se le cae la cinta que le sujeta el pantalón justo antes  de subirse a la bici que le ha robado al cartero.
La película se consideraba perdida hasta que en el año 2002 se encontró una copia a la cual le faltaban los últimos segundos. Se descubrió en el fondo de películas de nitrato del Museu del Cinema-Col•lecció Tomàs Mallol de Girona.
Esta película explota un tópico dramático de gran éxito en el cine de la época, pues la anécdota de las mujeres casaderas movilizadas en busca de un marido adinerado surgió unos meses antes, con la película Personal (Wallace McCutcheon, 1904), producido por Biograph. Su gran éxito propició que se produjeran nuevas versiones de esta película, como la titulada How a French Nobleman Got a Wife through the New York Herald ‘Personal’ Column dirigida por Edwin S. Porter para la Edison, que fue prácticamente una copia de la original.